# Wzgórza Łomnickie
Wzgórza Łomnickie – małe pasmo górskie w południowo-zachodniej Polsce, w Sudetach Zachodnich, stanowiące mikroregion Kotliny Jeleniogórskiej.
Pod względem administracyjnym leży w województwie dolnośląskim, na obszarze powiatu karkonoskiego oraz miasta Jelenia Góra.

## Położenie
Wzgórza położone są w centralnej części Kotliny Jeleniogórskiej pomiędzy Obniżeniem Jeleniej Góry na północy, a Karkonoszami na południu oraz między Obniżeniem Sobieszowskim na zachodzie i Obniżeniem Mysłakowickim na wschodzie, w dorzeczu Bobru i jego lewych dopływów. Pasmo ciągnie się od miejscowości Sosnówka, do doliny rzeki Bóbr w centrum Jeleniej Góry. Od wschodu dolina Łomnicy oddziela wzgórza od Karpnickich Wzgórz. Po stronie zachodniej umowną granicę, oddzielającą je od macierzystej kotliny stanowi dolina Podgórnej i Kamiennej.

## Charakterystyka
Wzgórza Łomnickie są podjednostką Kotliny Jeleniogórskiej. Są regionem wyraźnie wyodrębnionym w krajobrazie Kotliny Jeleniogórskiej. Jest to niewielkie pasmo górskie porośnięte lasami mające strukturę grzbietów i wzgórz wyspowych oraz przedgórzy, złożone z kilkunastu wzniesień nie przekraczających 510 m n.p.m. Najwyższym wzniesieniem wzgórz jest Grodna 506 m n.p.m. Wzgórza tworzą typ krajobrazu gór wyspowych wzniesienia charakteryzują się wyjątkową morfologią i interesującą szatą roślinną. Wzgórz w tak modelowej formie nie spotka się na pozostałym terytorium Polski. Na zboczach i szczytach występują liczne odsłonięcia skałek granitowych z malowniczymi formami wietrzeniowymi. Pasmo ma kształt elipsy ciągnie się południkowo na długości ponad 8 km. Część północna ma charakter wyraźnego grzbietu z kulminacjami o wysokości do 460 m n.p.m. Południowa ma postać dwóch południkowo wyciągniętych grzbietów oddzielonych doliną potoku. W środkowej części znajduje się niewielkie obniżenie.

## Budowa geologiczna
Wzgórza Łomnickie położone są w obrębie jednostki geologicznej blok karkonosko-izerski, a w nim w masywie karkonoskim. Wzgórza zbudowane są z waryscyjskiego granitu karkonoskiego wieku górnokarbońskiego. Niewielki wpływ na rzeźbę terenu miały zlodowacenia plejstoceńskie.

## Rzeźba
Wzgórza Łomnickie pocięte są potokami, które dzielą je na kilka części. Szerokie obniżenie leżące w ich zachodniej części i zajęte przez Podgórzyńskie Stawy i zbiornik "Sosnówka" silnie kontrastuje krajobrazowo z pobliskimi górami Karkonoszami na południu oraz Rudawami Janowickimi na wschodzie. Najwyższe wzniesienia wzgórz nie przekraczają 550 m n.p.m.

## Krajobraz
Krajobraz jest bardzo urozmaicony cały obszar jest górzysty lub pagórkowaty i poprzecinany dolinami rzek na kilka segmentów. Pasmo przedstawia krajobraz niskich gór wyspowych i wysoczyzn z wyraźnie zaznaczonymi wzniesieniami. Szczyty są kopulaste, zalesione, z wyraźnym podkreśleniem stromych zboczy. Obszar średnio zaludniony i słabo zalesiony, poza wzniesieniami. Większość obszaru zajmują łąki i użytki rolne. Krajobraz w większości przeobrażony znacznie przekształcony przez człowieka. Pierwotny podgórski charakter krajobrazu zachowany został w najmniej zaludnionej części.

## Wzniesienia
- Grodna (504),
- Witosza (484),
- Zaroślak (483),
- Gęśle (467),
- Złomy (464),
- Gaik (461),
- Bukowa (458),
- Czop (458),
- Skalista (457),
- Zamkowa Góra (449),
- Ziębiniec (449),
- Lipowa (448),
- Gołębnik (445),
- Krzyżowa Góra (443),
- Staniszówka (441),
- Sołtysia (434),
- Grzebień (430),
- Popiel (429),
- Polska Górka (425),
- Bukowiec (423),
- Czerwoniak (423),
- Garby (420, 418),
- Żeleźniak (420),
- Skopiec (417),
- Wrona (416),
- Kamienista (412),
- Wzgórze Partyzantów (412),
- Paulinum (408),
- Wzgórze Wandy (401),
- Wzgórze Generała Grota-Roweckiego (ok. 400),
- Wzgórze Kościuszki (ok. 400),
- Parkowa (382),
- Żabiniec (381).

## Wody
Wzgórza Łomnickie leżą w dorzeczu Bobru, który płynie na północ od Gór Sokolich. Można wyróżnić szereg mniejszych zlewni cząstkowych, oddzielonych grzbietami górskimi. Są to: od wschodu zlewnia Jedlicy, od północy i wschodu zlewnia Bobru, od zachodu zlewnia Podgórnej oraz zlewnia Kamiennej. W południowo-zachodniej części wzgórz część powierzchni zajmują stawy i małe obszarowo podmokłe tereny.

## Ludność
Okolice wzgórz zamieszkuje ludność napływowa. Po wojnie przybyli tu ludzie z centralnej Polski, Polacy z Kresów oraz ludzie powracający z emigracji.

## Miejscowości
Miejscowości: Łomnica, Marczyce, Staniszów, Sosnówka, Miłków, Głębock, Podgórzyn, Mysłakowice.